# 니이하마역
니이하마역(일본어: 新居浜駅 니이하마에키[*])은 일본 에히메현 니이하마시에 있는 시코쿠 여객철도 · 일본화물철도 요산선의 역이다. 역 번호는 Y29이며, 단선 승강장과 섬식 승강장의 형태를 합친 복합 구조의 철도 역사이다.

## 타는 곳
| 1 | ■ 요산 선 | (상행) | 이요미시마 · 가와노에 · 간온지 · 마루가메 · 다카마쓰 · 오카야마 방면 | (특급의 전체를 포함)   |
| 1 | ■ 요산 선 | (하행) | 이요사이조 · 이마바리 · 마쓰야마 · 우와지마 방면                     | (특급의 대부분을 포함) |
| 2 | ■ 요산 선 | (하행) | 이요사이조 · 이마바리 · 마쓰야마 · 우와지마 방면                     | (특급의 일부를 포함)   |
| 3 | ■ 요산 선 | (상행) | 이요미시마 · 가와노에 · 간온지 방면                                  | (일부의 보통만)        |
| 3 | ■ 요산 선 | (하행) | 이요사이조 · 이마바리 · 마쓰야마 방면                                | (일부의 보통만)        |

## 화물 역
일본화물철도의 역은, 본선의 남쪽에 위치한다. 2면 2선의 컨테이너 승강장이 동서로 병행해서 설치되어 있다. 하역선은, 3번선부터 나카하기역 방면으로 뻗은 선으로부터 분기하고 있다.

### 취급하는 화물의 종류
- 컨테이너 화물
  - 12 ft 컨테이너, 20 ft · 30 ft 대형 컨테이너, 20 ft ISO규격 해상 컨테이너를 취급한다.
- 산업 폐기물 · 특별 관리 산업 폐기물의 취득허가를 얻는다.

### 화물 열차
화물 열차는, 다카마쓰 화물 터미널 역 방면과의 사이에 하루 2회 왕복 고속화물열차가 운행되고 있다. 다카마쓰 화물 터미널 역으로 향하는 상행 열차는 같은 역보다도 먼저 직통해, 오사카 화물 터미널 역이나 도쿄 화물 터미널 역으로 향한다.

## 이용 현황

### 여객 이용 현황
| 연도     | 하루 평균 승치 인원     |
| 1999년도 | 1,372,500명 (577,548명) |
| 2000년도 | 1,346,120명 (600,060명) |
| 2001년도 | 1,373,130명 (628,530명) |
| 2002년도 | 1,331,520명 (596,410명) |
| 2003년도 | 1,382,620명 (590,570명) |
| 2004년도 | 1,435,180명 (639,480명) |
| 2005년도 | 1,437,370명 (664,300명) |
| 2006년도 | 1,419,120명 (681,090명) |
| -------- | ----------------------- |

### 화물 이용 현황
| 연도     | 발송량   | 도착량  |
| 2006년도 | 106,340t | 44,196t |
| -------- | -------- | ------- |

## 역 주변
- JA 니이하마시 경제사업부
- 니이하마 텔레콤 플라자
- TOTO 니이하마 쇼룸

## 인접 정차역
| 시코쿠 여객철도 요산선      | 시코쿠 여객철도 요산선 | 시코쿠 여객철도 요산선      |
| --------------------------- | ---------------------- | --------------------------- |
| Y 28 다키하마 다카마쓰 방면 | 요산 선                | 나카하기 Y 30 마쓰야마 방면 |